# Oreopanax apurimacensis
Oreopanax apurimacensis är en araliaväxtart som beskrevs av Hermann Harms. Oreopanax apurimacensis ingår i släktet Oreopanax och familjen Araliaceae. Inga underarter finns listade.